# Anderåstjärnen
Anderåstjärnen är en sjö i Orsa kommun i Dalarna och ingår i Dalälvens huvudavrinningsområde. Sjön har en area på 0,0556 kvadratkilometer och ligger 337,2 meter över havet.

## Delavrinningsområde
Anderåstjärnen ingår i det delavrinningsområde (680294-145239) som SMHI kallar för Inloppet i Költjärnen. Medelhöjden är 431 meter över havet och ytan är 9,15 kvadratkilometer. Det finns inga avrinningsområden uppströms utan avrinningsområdet är högsta punkten. Finnsjöån som avvattnar avrinningsområdet har biflödesordning 3, vilket innebär att vattnet flödar genom totalt 3 vattendrag innan det når havet efter 411 kilometer. Avrinningsområdet består mestadels av skog (88 procent). Avrinningsområdet har 0,35 kvadratkilometer vattenytor vilket ger det en sjöprocent på 3,8 procent.